# Mikroregion Frutal

Mikroregion Frutal

Mikroregion Frutal – mikroregion w brazylijskim stanie Minas Gerais należący do mezoregionu Triângulo Mineiro e Alto Paranaíba.

## Gminy
- Campina Verde
- Carneirinho
- Comendador Gomes
- Fronteira
- Frutal
- Itapagipe
- Iturama
- Limeira do Oeste
- Pirajuba
- Planura
- São Francisco de Sales
- União de Minas